# 厚唇新条鳅
厚唇新条鳅（学名：Neonoemacheilus labeosus）为輻鰭魚綱鯉形目條鳅科新条鳅属的鱼类。分布於亞洲緬甸、泰國、印度，在中国，分布于耿马县孟定的南定河等，體長可達10公分，可做為觀賞魚。

## 扩展阅读
維基物種上的相關：厚唇新条鳅